# Ralph Rensen
Ralph Beverly Rensen (* 1933 in Ruabon; † 16. Juni 1961 auf der Isle of Man) war ein britischer Motorradrennfahrer.

## Werdegang

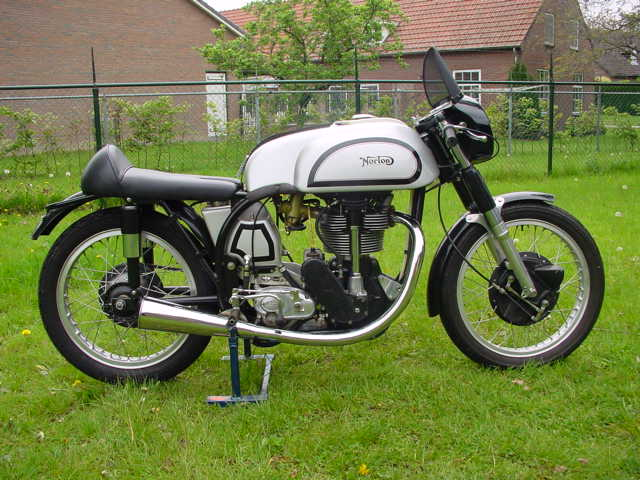
Norton Manx aus dem Jahr 1958

Ralph Beverly Rensen wurde um 1933 in Ruabon in Nordwales geboren und besuchte dort die Ruthin School, eine der ältesten Bildungseinrichtungen des Vereinigten Königreichs. Als sein Vater, ein Niederländer, eine Stelle als leitender Angestellter bei Littlewoods – einer Kette von Bekleidungs- und Haushaltswarengeschäften – in Crosby, Merseyside antrat, zog er mit seiner Familie in die Nähe von Liverpool und besuchte das St. Mary’s College in Crosby. Später erlangte er einen Abschluss in Ingenieurwissenschaften.
Mit dem Motorradsport begann Ralph Rensen im Alter von 16 Jahren, zunächst auf einer alten Norton, Baujahr 1932. In den 1950er-Jahren war er regelmäßiger Starter bei zahlreichen Rennen auf den Britischen Inseln. In den Jahren 1953 und 1954 startete er beim Manx Grand Prix auf der Isle of Man, dem „Sprungbrett“ zur Isle of Man TT. Von 1955 bis einschließlich 1960 nahm er an TT (zumeist Junior- und Senior-Kategorie) sowie am Ulster Grand Prix in Nordirland teil. In diesen Jahren fuhr Rensen fast ausschließlich Norton-Manx-Modelle. Eine Ausnahme bildete lediglich eine 250er Velocette, mit der er 1957 unterwegs war, und ein einmaliger Auftritt mit der NSU Sportmax von Fron Purslow im Jahr 1960, nachdem sich Purslow im Training verletzt hatte.
Nachdem im Mai 1960 sein Freund Dave Chadwick bei Rennen in Mettet tödlich verunglückt war, erklärte Rensen, mit dem Rennsport aufhören zu wollen. Dennoch gewann er später mit Rang fünf im Junior-Rennen der Isle of Man TT seine ersten Punkte in der Motorrad-Weltmeisterschaft – die TT zählte bis einschließlich 1976 zur WM. Wenig später schlug er im 500er-Lauf des Ulster Grand Prix im Fotofinish Jim Redman im Kampf um Platz vier und errang damit seine ersten WM-Zähler in der Halbliterklasse. In der Gesamtwertung der Motorrad-Weltmeisterschaft 1960 wurde Rensen damit in beiden Klassen Zwölfter.
Für die Saison 1961 wurde Rensen vom spanischen Hersteller Bultaco als Werksfahrer in der 125-cm³-Klasse angeheuert. In die WM-Saison startete Rensen mit Rang vier auf Norton im 350er-Rennen beim Großen Preis von Deutschland in Hockenheim. Bei der folgenden TT auf der Isle of Man erreichte Rensen mit Rang drei hinter Phil Read (Norton) und Gary Hocking (MV Agusta) im Junior-Lauf seinen ersten Podestplatz bei der TT. Im Lightweight-Rennen (bis 125 cm³) wurde er für Bultaco Sechster.

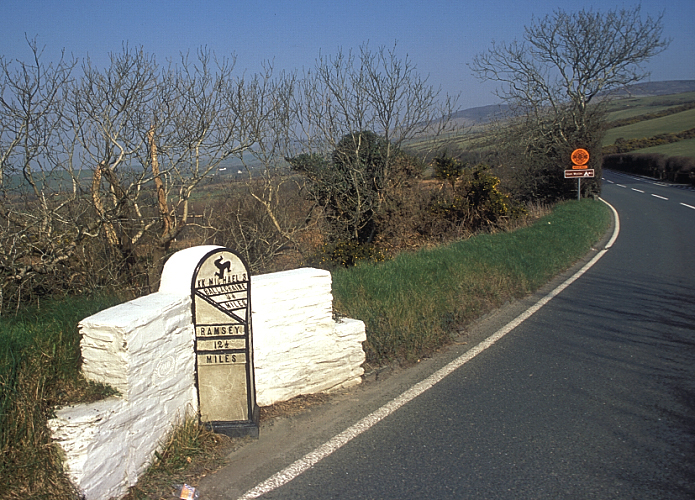
Der 11th Milestone am Snaefell Mountain Course

Im Senior-TT-Lauf am 16. Juni 1961 stürzte Rensen schwer. In der fünften Rennrunde verunglückte er mit seiner Norton in der Linkskurve nach dem 11th Milestone des Snaefell Mountain Course und erlitt tödliche Genickverletzungen.
Rensen wurde 28 Jahre alt. Er liegt auf dem Douglas Borough cemetery in Douglas, Isle of Man, direkt an der Start-Ziel-Geraden des Snaefell Mountain Course begraben.